# Siergiej Tielegin
Siergiej Siergiejewicz Telegin, ros. Сергей Сергеевич Телегин (ur. 21 września 2000 w Czelabińsku) – rosyjski hokeista, reprezentant Rosji, olimpijczyk.

## Kariera
- Jugra Chanty-Mansyjsk do lat 16 (2015–2016)
- Jugra Chanty-Mansyjsk do lat 17 (2016-2017)
- Jugra Chanty-Mansyjsk do lat 18 (2017-2018)
- Mamonty Jugry Chanty-Mansyjsk (2018-2020)
- Jugra Chanty-Mansyjsk (2019-2020)
- Czełmiet Czelabińsk (2020)
- Traktor Czelabińsk (2020-)

Wychowanek Traktora Czelabińsk. Karierę rozwijał w klubie Jugra Chanty-Mansyjsk. W zespole ze struktury tego klubu grał w lidze juniorskiej MHL, a od 2019 w seniorskich rozgrywkach WHL. Wiosną 2020 został zawodnikiem macierzystego Traktora w lidze KHL.
W barwach reprezentacji Rosyjskiego Komitetu Olimpijskiego uczestniczył w turnieju zimowych igrzysk olimpijskich 2022.

## Sukcesy
Reprezentacyjne
- Srebrny medal zimowych igrzysk olimpijskich: 2022

Klubowe
- Pierwsze miejsce w Konferencji Wschód w sezonie zasadniczym MHL: 2019 z Mamontami Jugry Chanty-Mansyjsk